# Willem II van den Bergh

Wapen Willem II tot 1433: 1ste en 4de kwartier Polanen, 2de en 3de kwartier Bergh

Wapen Willem II: vanaf 1442

Willem II  van den Bergh  ook genoemd de Vreedzame (Aspel (bij Rees), 22 februari 1404 - 's-Heerenberg, 25 november 1465) heer van den Bergh, Bylandt en Hedel. Hij was een zoon van Otto van der Leck en Sophia van den Bergh (overleden in 1412), dochter van Frederik III heer van den Bergh en Bylandt († 1416) en Catharina van Buren. 
Op 3 oktober 1416 volgde hij zijn moeders vader op als heer van den Bergh. In 1424 werd hij raadsheer van Arnold van Gelre (1410-1473). In 1428 verkreeg hij Hedel van zijn vader, vervolgens verwierf hij in 1430 Millingen en in 1434 werd hij (voorwaardelijk) bezitter van slot Duurstede en verbeider van Wijk en Abcoude (verloren in 1444). In 1436 sloot hij een verbond met de hertog van Gelre 1436. In 1440 kocht hij Loil en in 1441 volgde hij zijn vader op. Nadien pandde hij de tol bij Emmerik in 1444 en kocht in 1451 1/4 van het Breedenbroek bij Gendringen. Het slot te Didam verwierf hij in 1456 en in 1461 de goederen van de heer van Wisch onder Borghees. 
Op 30 maart 1447 laat Willem II van den Bergh in een oorkonde vastleggen, dat hertog Johan I van Kleef aan hem het kerspel (parochie) Beek voor 5.500 Rijnse guldens heeft verpand; dit omdat de hertog veel geld nodig had voor het voeren van een oorlog, de Soester Fehde, met de bisschop van Keulen.
Willem trouwde op 10 november 1429 met Luitgard van Bentheim (ca. 1420 - 21 mei 1445) vrouwe van Steinfurt, dochter van Everwijn I van Bentheim heer Everwijn V van Götterswick 1403-1454, graaf Everwijn I van Bentheim 1421-1454 en heer Everwijn I van Steinfurt (1397 -4 maart 1454) en Machtelt van Steinfurt (overleden 12 maart 1420)

Uit zijn huwelijk zijn de volgende kinderen geboren:
- Machteld van der Bergh (ca. 1440-na 1508) trouwde op 4 februari 1459 met Nicolaas III van Tecklenburg ‘’graaf van Tecklenburg’’ ovl. Voor 1501 zoon van Otto van Tecklenburg en Irmgard van der Hoya.
- Oswald I van den Bergh
- Ludolph van den Berg (ca. 1443 – Hedel, 15 augustus 1499) Hij erfde in 1465 van zijn vader Hedel. Trouwde met Catharina van den Capelle.
- Adam van den Bergh (6 mei 1445 – Hedel, 1503) proost van Zutphen en domheer te Utrecht. Hij erfde in 1499 Hedel van zijn broer Ludolph. Adam kreeg twee kinderen, Aleid en Hercules, waarvan de laatste trouwde en drie kinderen kregen, waaronder Adam van den Bergh, heer van Mathena.
- Oda van den Bergh (ovl. voor 22 februari 1502) non in het St. Maria Magdalena klooster te Wijk bij Duurstede 1461-1486 en Priores van het St.Maria Magdalena klooster 1490-1502
- Sophia van den Bergh non in het St.Maria Magdalena klooster 1457-1486 te Wijk bij Duurstede

Willem had nog een achttal bastaardkinderen, waaronder:
- Anna van den Bergh bastaarddochter van Willem II van der Lecke. Zij trouwde 22 juni 1468 met Hendrick Gerritszn Greve
- Daem van den Bergh
- Bartholomeus van den Bergh, bezat een prebende in de kerk van ‘s-Heerenberg
- Barnabas van den Bergh (ovl. 30 december 1502) richter van het land van Bergh (1471-1502

Hij werd opgevolgd door zijn oudste zoon Oswald I van den Bergh. 

## Voetnoten
1. ↑  http://www.chrisvankeulen.nl/loerbeek.htm